# Scottish FA Cup 1910/11
Der Scottish FA Cup wurde 1910/11 zum 38. Mal ausgespielt. Der wichtigste schottische Fußball-Pokalwettbewerb, der vom Schottischen Fußballverband geleitet und ausgetragen wurde, begann am 28. Januar 1911 und endete mit den beiden Finalspielen (Wiederholungsspiel) am 8. und 15. April 1911 im Glasgower Ibrox Park. Als Titelverteidiger startete der FC Dundee in den Wettbewerb, der sich im Vorjahresfinale gegen den FC Clyde durchsetzen konnte. Im diesjährigen Endspiel um den Schottischen Pokal standen Celtic Glasgow und Hamilton Academical. Celtic konnte durch einen 2:0-Sieg im Wiederholungsfinale durch Tore von Jimmy Quinn und McAteer das Endspiel gewinnen.

## 1. Runde
Ausgetragen wurden die Begegnungen am 28. Januar 1911. Die Wiederholungsspiele fanden am 4. Februar 1911 statt.
|                       | Ergebnis |                         |
| --------------------- | -------- | ----------------------- |
| FC Aberdeen           | 3:0      | Brechin City            |
| Airdrieonians FC      | 2:0      | FC Bo’ness              |
| FC Annbank            | 0:5      | FC Motherwell           |
| Celtic Glasgow        | 2:0      | FC St. Mirren           |
| FC Dundee             | 2:1      | Hibernian Edinburgh     |
| FC East Stirlingshire | 1:4      | Greenock Morton         |
| Forfar Athletic       | 3:0      | Fifth KOSB              |
| FC Galston            | 8:0      | Lochgelly United        |
| Heart of Midlothian   | 1:1      | FC Clyde                |
| FC Inverness Thistle  | 0:1      | FC Johnstone            |
| Leith Athletic        | 2:2      | FC Falkirk              |
| Nithsdale Wanderers   | 3:1      | FC Inverness Caledonian |
| Partick Thistle       | 7:2      | FC St. Bernard’s        |
| Glasgow Rangers       | 2:1      | FC Kilmarnock           |
| FC Stanley            | 1:6      | FC Queen’s Park         |
| Third Lanark          | 0:1      | Hamilton Academical     |

### Wiederholungsspiele
|            | Ergebnis |                     |
| ---------- | -------- | ------------------- |
| FC Clyde   | 1:0      | Heart of Midlothian |
| FC Falkirk | 4:1      | Leith Athletic      |

## Achtelfinale
Ausgetragen wurden die Begegnungen am 11. Februar 1911. Die Wiederholungsspiele fanden am 18. Februar 1911 statt.
|                     | Ergebnis |                     |
| ------------------- | -------- | ------------------- |
| FC Aberdeen         | 1:0      | Airdrieonians FC    |
| Celtic Glasgow      | 1:0      | FC Galston          |
| FC Clyde            | 4:1      | FC Queen’s Park     |
| Forfar Athletic     | 2:0      | FC Falkirk          |
| Hamilton Academical | 1:1      | FC Johnstone        |
| Greenock Morton     | 0:3      | Glasgow Rangers     |
| FC Motherwell       | 0:0      | Nithsdale Wanderers |
| Partick Thistle     | 0:3      | FC Dundee           |

### Wiederholungsspiele
|               | Ergebnis |                     |
| ------------- | -------- | ------------------- |
| FC Johnstone  | 1:3      | Hamilton Academical |
| FC Motherwell | 1:0      | Nithsdale Wanderers |

## Viertelfinale
Ausgetragen wurden die Begegnungen am 25. Februar 1911.
|                     | Ergebnis |                 |
| ------------------- | -------- | --------------- |
| FC Aberdeen         | 6:0      | Forfar Athletic |
| Celtic Glasgow      | 1:0      | FC Clyde        |
| FC Dundee           | 2:1      | Glasgow Rangers |
| Hamilton Academical | 2:1      | FC Motherwell   |

## Halbfinale
Ausgetragen wurden die Begegnungen am 11. März 1911.
|                     | Ergebnis |             |
| ------------------- | -------- | ----------- |
| Celtic Glasgow      | 1:0      | FC Aberdeen |
| Hamilton Academical | 3:2      | FC Dundee   |

## Finale
| Celtic Glasgow                        | Celtic Glasgow | Hamilton Academical | Hamilton Academical |
| ------------------------------------- | --- | --- | ------------------- |
| Celtic Glasgow                        | \| Finale \| \| 8. April 1911 in Glasgow (Ibrox Park) \| \| Ergebnis: 0:0 \| \| Spielbericht \|                                                                                       | \| Finale \| \| 8. April 1911 in Glasgow (Ibrox Park) \| \| Ergebnis: 0:0 \| \| Spielbericht \|                                | Hamilton Academical |
| Celtic Glasgow                        | Alec McNair, Joseph Dodds, James Young, Thomas McAteer, James Hay, William Kirlichan, Jimmy McMenemy, Jimmy Quinn, John Hastie, Davie Adams, Davie Hamilton Cheftrainer: Willie Maley | Davie, Millar, P. Watson, William McLaughlin, J. Watson, Eglinton, McNeil, John McLaughlin, Waugh, William Hunter, John Hastie | Hamilton Academical |
| Finale                                | | |                     |
| 8. April 1911 in Glasgow (Ibrox Park) | | |                     |
| Ergebnis: 0:0                         | | |                     |
| Spielbericht                          | | |                     |

| Celtic Glasgow                         | Celtic Glasgow | Hamilton Academical | Hamilton Academical |
| -------------------------------------- | --- | --- | ------------------- |
| Celtic Glasgow                         | \| Finale \| \| 15. April 1911 in Glasgow (Ibrox Park) \| \| Ergebnis: 2:0 (0:0) \| \| Spielbericht \|                                                                                  | \| Finale \| \| 15. April 1911 in Glasgow (Ibrox Park) \| \| Ergebnis: 2:0 (0:0) \| \| Spielbericht \|                         | Hamilton Academical |
| Celtic Glasgow                         | Alec McNair, James Hay, James Young, Thomas McAteer, Joseph Dodds, William Kirlichan, Jimmy McMenemy, Jimmy Quinn, Andrew McAtee, Davie Adams, Davie Hamilton Cheftrainer: Willie Maley | Davie, Millar, P. Watson, William McLaughlin, J. Watson, Eglinton, McNeil, John McLaughlin, Waugh, William Hunter, John Hastie | Hamilton Academical |
| Celtic Glasgow                         | 1:0 Jimmy Quinn 2:0 McAteer | | Hamilton Academical |
| Finale                                 | | |                     |
| 15. April 1911 in Glasgow (Ibrox Park) | | |                     |
| Ergebnis: 2:0 (0:0)                    | | |                     |
| Spielbericht                           | | |                     |